# Motorola Edge (2021)
El Motorola Edge (2021) es un teléfono inteligente de gama alta fabricado por Motorola Mobility. Fue lanzado el 2 de septiembre de 2021.

## Características

### Hardware
El Motorola Edge (2021) funciona con un procesador Octa-core 2.4GHz, 2.2GHz y 1.8GHz, tiene un Soc Qualcomm Snapdragon 778G que incluye tres CPU ARM Cortex-A78 1x 2.4GHz (Single-core), ARM Cortex-A78 3x 2.2GHz (Triple-core) y ARM Cortex-A55 4x 1.8GHz (Quad-core) de con una pantalla HDR10 de 6.8 pulgadas, con un GPU Adreno 742L con 8 GB de RAM y 256 GB de almacenamiento interno no expandible.
Tiene una pantalla LCD de 6.8 pulgadas con la resolución de 1080 x 2460 pixeles. Tiene tres cámaras traseras de 108 MP + 8 MP + 2 MP con una apertura de f/1.9, f/2.2 y f/2.4 y cuenta con autofoco y flash Led. La cámara frontal de 32 MP con una apertura de f/2.3 y cuenta con flash Led.

### Software
El Motorola Edge (2021) se envía con Android 11 y la interfaz de usuario My UX de Motorola.